# Attraversamento del Delaware
L'attraversamento del Delaware, avvenuto nella notte tra il 25 e il 26 dicembre 1776, durante la campagna di New York e del New Jersey della guerra d'indipendenza americana, fu la prima manovra di un attacco a sorpresa pianificato da George Washington contro le forze assiane a Trenton, la mattina del 26 dicembre. Durante questa fase, Washington guidò una colonna dell'Esercito continentale attraverso il fiume Delaware, in quel periodo dell'anno ghiacciato, in un'operazione pericolosa e logisticamente complessa. Furono pianificati altri attraversamenti in supporto a quello di Washington, ma non furono portati a termine o si resero inefficaci. Ciò, però, non impedì a Washington di cogliere di sorpresa e sconfiggere gli uomini del colonnello Johann Rall nella battaglia di Trenton. Conclusa la battaglia, l'esercito americano attraversò nuovamente il fiume, giungendo in Pennsylvania stavolta con rifornimenti e prigionieri presi vincendo lo scontro.
L'esercito di Washington attraversò nuovamente il fiume una terza volta a fine anno, in condizioni più difficili a causa dell'incertezza su quanto fosse sottile il ghiaccio. In seguito, riuscì a sconfiggere i rinforzi britannici di Lord Cornwallis nella battaglia di Assunpink Creek, il 2 gennaio 1777, e a sconfiggere la sua retroguardia nella battaglia di Princeton, il 3 gennaio, prima di ritirarsi a Morristown.

## Gli antefatti
Mentre il 1776 era cominciato bene per la causa americana, con l'evacuazione delle truppe britanniche dalla campagna di Boston in marzo, l'anno stava terminando negativamente con i fatti avvenuti nella campagna di New York e del New Jersey. Il generale britannico William Howe era sbarcato con le sue truppe a Long Island in agosto, spingendo poi l'Esercito continentale di George Washington da New York a metà novembre, quando intrappolò una parte dell'esercito americano nella battaglia di Fort Washington. Successivamente la maggior parte dell'esercito britannico si rifugiò a New York per l'inverno, lasciando principalmente soldati assiani a presidiare il New Jersey. Questi uomini erano agli ordini dei colonnelli Johann Rall e Carl von Donop, a cui era stato ordinato di difendere degli avamposti a Trenton e nei dintorni.
Howe quindi inviò soldati, agli ordini del generale Charles Cornwallis, attraverso il fiume Hudson in New Jersey per mettere sotto scacco Washington. L'esercito americano, inoltre, era decimato dal termine del periodo di leva, dalla diserzione e dal morale basso, a causa delle sconfitte dei mesi precedenti. La maggior parte dell'esercito di Washington attraversò il fiume Delaware entrando in Pennsylvania, a nord di Trenton, distruggendo o portando sulla sponda occidentale del fiume tutte le imbarcazioni per impedire ai britannici di seguirli. Cornwallis, su ordine di Howe, invece di inseguire Washington fece realizzare una serie di avamposti da New Brunswick a Burlington, inclusi uno a Bordentown e uno a Trenton, ordinando poi al suo esercito di acquartierarsi per l'inverno. I britannici furono contenti di terminare la campagna con l'inverno, il periodo nel quale i generali riorganizzano le truppe, le riforniscono e preparando le manovre da eseguire la primavera successiva.

## L'esercito di Washington
Washington fece accampare il suo esercito vicino a McKonkey's Ferry, non lontano dal sito dell'attraversamento. Inizialmente aveva appostato il suo comando di fronte a Trenton, dall'altra parte del fiume, ma decise di spostarsi il 15 dicembre a casa di William Keith, molto più vicino al suo esercito. Quando l'esercito arrivò a McKonkey's Ferry, esso contava di quattro, seimila uomini, anche se millesettecento non erano abili e necessitavano di cure mediche. Nella ritirata dal New Jersey, Washington aveva perso rifornimenti preziosi e il contatto con due divisioni del suo esercito: quella del generale Horatio Gates, che era nella valle del fiume Hudson, e quella del generale Charles Lee, che contava duemila uomini ed era nel New Jersey occidentale. Washington aveva ordinato ad entrambi i generali di riunirsi al suo gruppo ma Gates fu rallentato dalle pesanti nevi e Lee, che non aveva una grande opinione di Washington, preferì rimanere sul fianco britannico, vicino a Morristown.
Altri problemi invece riguardavano la quantità e la qualità delle sue forze. Molti degli uomini avrebbero concluso il periodo di leva prima di Natale e molti erano incline ad abbandonare l'esercito al termine di essa. Diversi inoltre disertarono prima di questo termine. Questa perdita di uomini, la serie di sconfitte nelle ultime battaglie, la perdita di New York, la fuga dell'esercito con molti newyorkesi e del Secondo congresso continentale verso Filadelfia, lasciò a molti il dubbio di poter vincere la guerra. Tuttavia, Washington persistette, riuscendo a procurarsi con successo dei rifornimenti e ordinando che fossero reclutati nuovi miliziani, arruolamenti che si seguirono con successo a causa del trattamento che britannici e assiani riservarono agli abitanti di New Jersey e Pennsylvania.
La perdita di Fort Lee e Fort Washington fu un duro colpo per i ribelli. Durante la ritirata dalle loro fortificazioni, furono costretti ad abbandonare lì fondamentali rifornimenti e munizioni. Molte truppe erano state uccise o fatte prigioniere e il morale degli uomini rimanenti era molto basso. Pochi credevano ancora che fosse possibile vincere la guerra e ottenere l'indipendenza.

### La pubblicazione deLa crisi americanae l'arrivo dei rinforzi

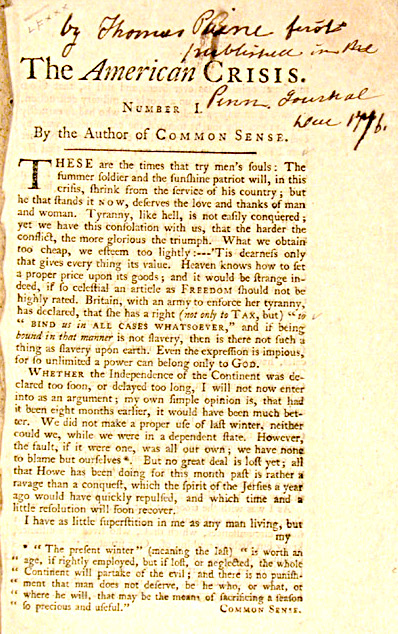
Prima pagina de La crisi americana

Il morale dei ribelli risalì il 19 dicembre, quando venne pubblicato un pamphlet intitolo La crisi americana, ad opera di Thomas Paine.
Ad un giorno dalla sua pubblicazione a Filadelfia, il generale Washington ordinò che venisse letto a tutte le truppe. Il testo incoraggiò i soldati spingendoli a sopportare ulteriormente le loro difficili condizioni.
Il 20 dicembre, la divisione di 2 000 uomini del generale Lee giunse nell'accampamento di Washington, agli ordini però del generale John Sullivan. Lee stesso infatti era stato catturato dai britannici il 12 dicembre, quando si avventurò troppo lontano dai suoi soldati in cerca di un luogo dove alloggiare. Lo stesso giorno, giunsero anche gli uomini di Gates, esclusi 600 uomini il cui servizio di leva era terminato oppure erano rimaste a proteggere la frontiera settentrionale. Altri 1 000 miliziani da Filadelfia, agli ordini del colonnello John Cadwalader, si unirono agli uomini di Washington.
Contando i rinforzi, le truppe di Washington ammontavano allora a 6 000 uomini abili alla battaglia. Alcuni di loro però furono impiegati a guardia degli approdi sul Delaware a Bristol e New Hope. Un altro gruppo fu inviato a proteggere i rifornimenti a Newtown e i malati e feriti, rimasti indietro quando Washington attraversò il Delaware. Tutto ciò, lasciò Washington con 2 400 uomini abili per lanciare un'offensiva contro le truppe britanniche e assiane nel New Jersey centrale.
Un altro incremento del morale giunse con l'arrivo, il 24 dicembre, di altre provvigioni, incluse divise invernali molto richieste in quella stagione.

## La pianificazione

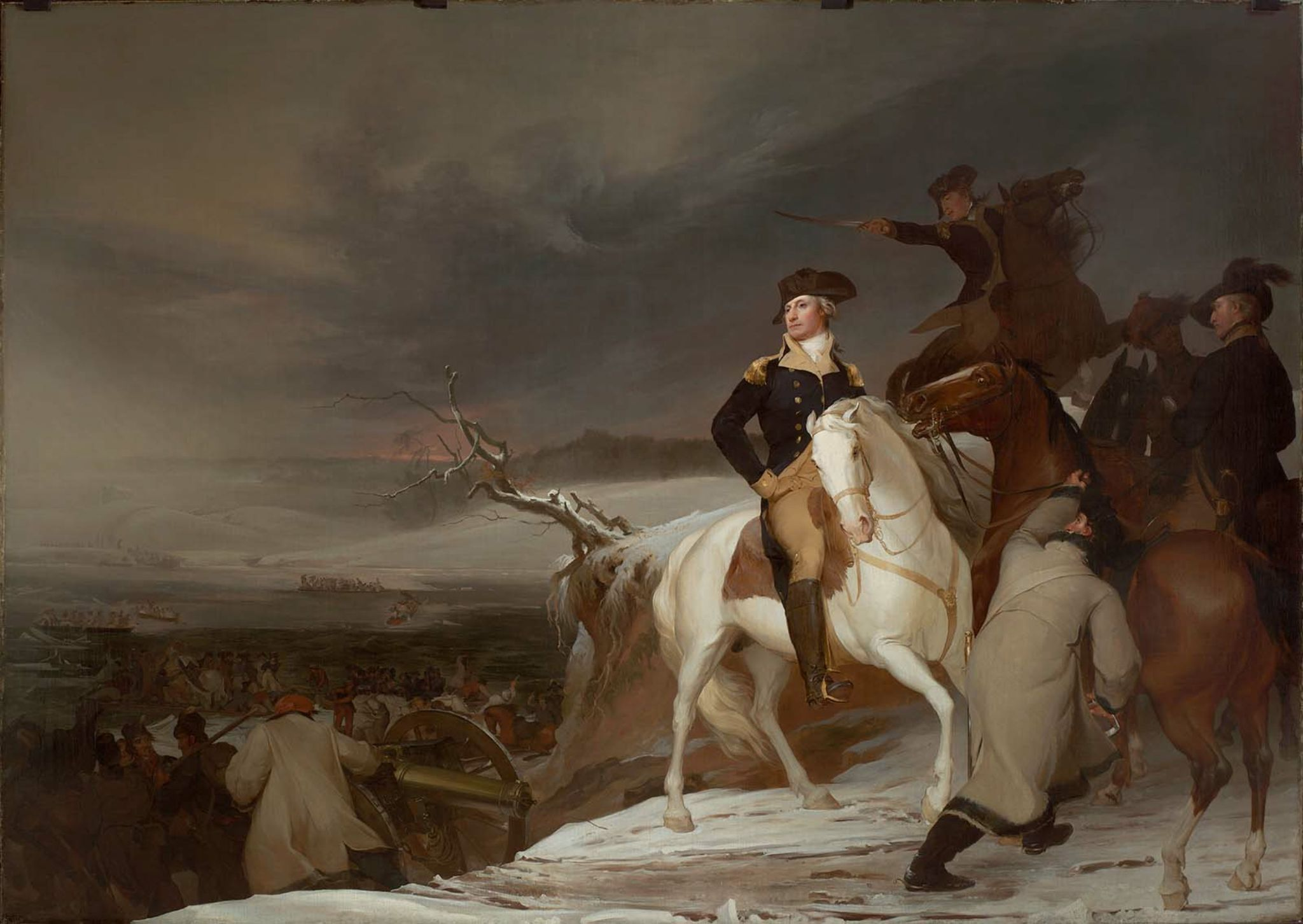
Rappresentazione dell'attraversamento, opera di Thomas Sully, 1819

Il generale Washington aveva considerato qualche sorta di manovra ardita sin da quando era arrivato in Pennsylvania. Con l'arrivo delle forze di Sullivan e Gates e l'afflusso di miliziani, credette che il momento giusto per una tale azione era giunto. Inizialmente ipotizzò un attacco sulle postazioni più meridionali, vicino a Mount Holly, dove si erano radunati diversi miliziani. Inviò quindi il suo attendente, Joseph Reed, ad incontrare il colonnello Samuel Griffin, il comandante dei miliziani. Reed giunse a Mount Holly il 22 dicembre, trovando Griffin ferito e i suoi uomini in condizioni pessime, tuttavia ben felici di prendere parte ad un'azione diversiva, la battaglia di Iron Works Hill. Le informazioni ottenute da Reed e altri uomini portarono Washington ad abbandonare l'idea di attaccare a Mount Holly, preferendo la guarnigione di Trenton. Annunciò la decisione al suo staff il 23 dicembre, dicendo che l'attacco sarebbe avvenuto appena prima dell'alba del 26 dicembre.
Il piano finale di Washington prevedeva tre attraversamenti, il più vasto dei quali sarebbe stato guidato da lui stesso, diretto proprio su Trenton. Una seconda colonna, agli ordini del tenente colonnello John Cadwalader avrebbe attraversato il fiume a Dunk's Ferry, vicino a Bristol, per creare un diversivo a sud. Una terza colonna, guidata dal generale James Ewing, avrebbe attraversato il Delaware a Trenton Ferry e preso controllo del ponte sul torrente Assunpink Creek, proprio a sud di Trenton, per impedire la fuga al nemico. Una volta preso Trenton, l'esercito sarebbe avanzato diretto verso gli avamposti britannici di Princeton e New Brunswick. Un quarto attraversamento, i cui uomini, agli ordini di Israel Putnam, avrebbero dovuto fornire aiuto a Cadwalader, fu annullato dopo che Putnam affermò di non avere abbastanza uomini per portare a termine l'operazione.
I preparativi per l'attacco cominciarono il 23 dicembre. Il giorno seguente, le imbarcazioni usate per portare l'esercito oltre il Delaware dal New Jersey furono spostate da Malta Island, vicino a New Hope, a McKonkey's Ferry il luogo dell'attraversamento principale, nascoste dietro Taylor Island. Un'ultima pianificazione venne fatta il giorno stesso con tutti gli ufficiali generali. Gli ordini precisi furono emessi da Washington il 25 dicembre.

### Le imbarcazioni

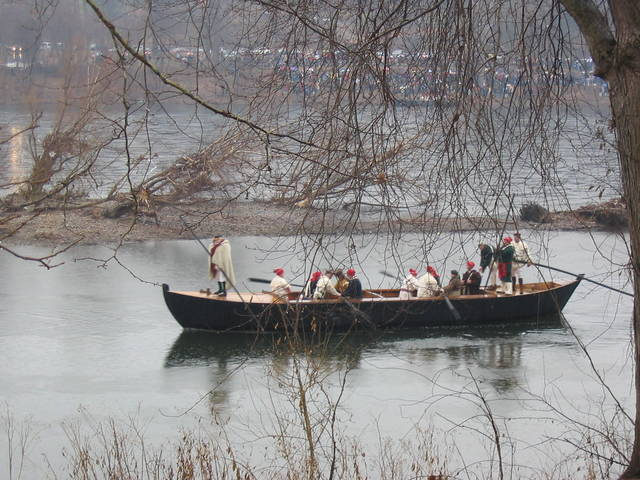
Rievocatori storici mentre attraversano il fiume a bordo delle barche Durham

Diversi tipi di imbarcazioni furono raggruppate per l'attraversamento, principalmente per mano dei miliziani provenienti dalle contee locali e con l'assistenza della Marina della Pennsylvania. Oltre alle imbarcazioni di traghettamento, grandi abbastanza da portare cavalli e cannoni, furono usate anche diverse barche Durham, a fondo piatto usate per trasportare carichi pesanti metallici, per trasportare i soldati.
Le barche erano manovrate da uomini di mare esperti. La maggior parte di essi venivano dal Reggimento Marblehead, agli ordini di John Glover, un'unità di esperti marinai provenienti da Marblehead (Massachusetts). A questi si unirono marinai, lavoratori del porto e carpentieri navali di Filadelfia, oltre a traghettatori e barcaioli locali che conoscevano bene il fiume.

## L'attraversamento
La mattina del 25 dicembre, Washington ordinò al suo esercito di preparare i viveri per tre giorni e che ogni soldato in particolare fosse rifornito di selce fresca per il buon funzionamento dei moschetti. Era inoltre preoccupato da rapporti secondo cui i britannici stavano preparando il loro attraversamento quando il fiume sarebbe stato ghiacciato. Alle 16:00, furono distribuite le munizioni e furono consegnati dei moschetti anche agli ufficiali e agli addetti ai tamburi. A tutti fu detto che si trattava di una missione segreta. Marciando infine a file di otto, in formazioni serrate, con l'ordine di essere più silenziosi possibile, lasciarono l'accampamento diretti a McKonkey's Ferry. Il piano di Washington prevedeva che l'attraversamento cominciasse non appena fosse sceso il sole, in modo da nascondere i loro movimenti sul fiume, tuttavia la maggior parte delle truppe giunse sul luogo dell'attraversamento non prima delle 18:00, circa novanta minuti dopo il tramonto. Il tempo peggiorò progressivamente, passando da pioggia leggera a rovescio a grandine e neve.
Washington, assieme con i comandanti John Sullivan, Nathaneal Green, John Glover e Henry Knox, attraversarono il fiume Delaware con 2 400 uomini, 18 cannoni, equipaggiamenti vari e 50-75 cavalli.

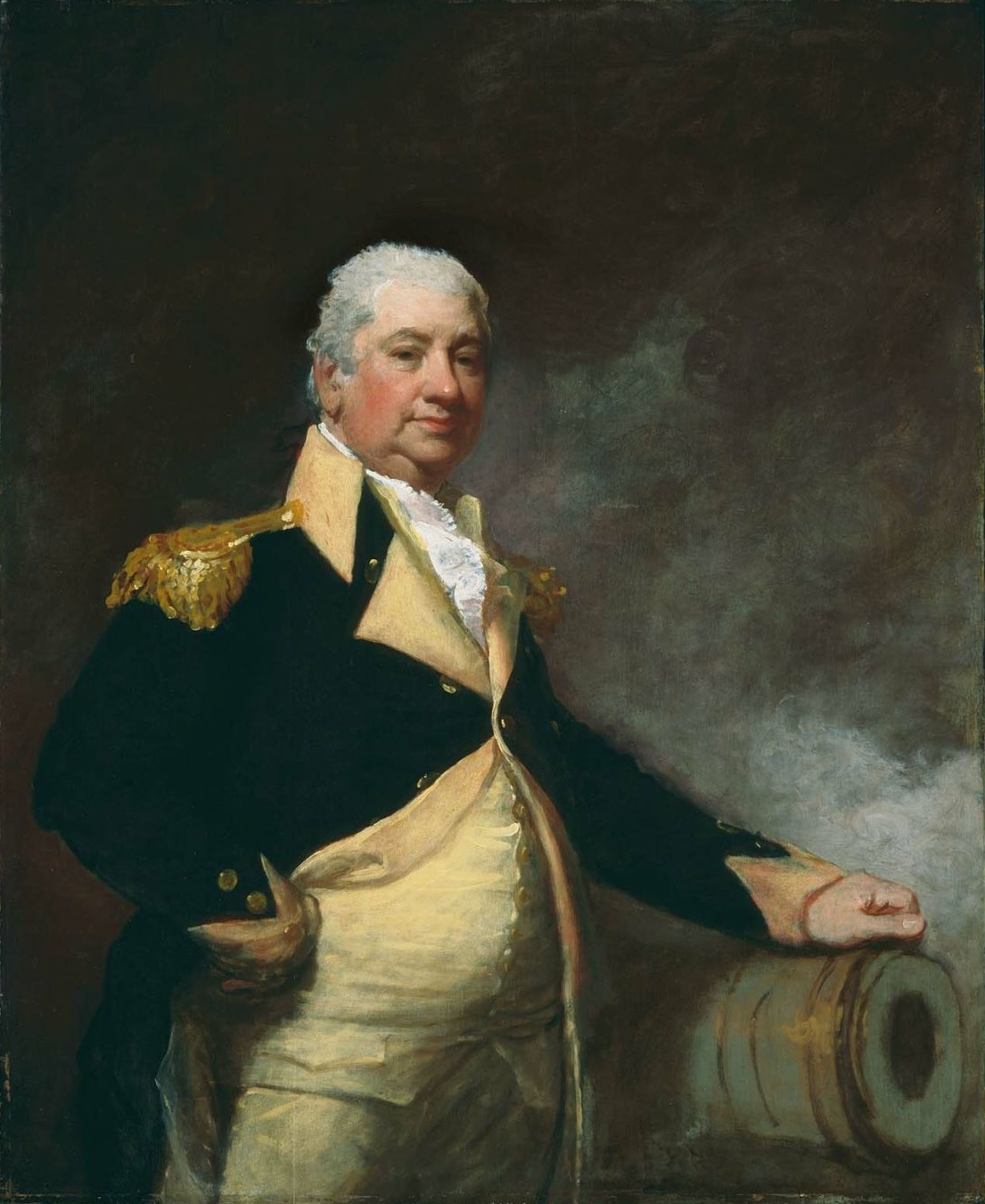
Henry Knox

Washington aveva dato l'incarico di occuparsi della logistica al comandante dell'artiglieria, colonnello Henry Knox. Oltre ai numerosi soldati, Knox riuscì a far trasportare in sicurezza diciotto pezzi d'artiglieria, e i rispettivi cavalli da trasporto, oltre il fiume. Il comandante annotò che l'attraversamento fu portato a termine "con un'infinità di problemi" e che il pericolo maggiore era "il ghiaccio galleggiante sul fiume". Un osservatore riferì che l'intera operazione avrebbe potuto fallire "se non fosse stato per i polmoni stentorei del colonnello Knox".
Washington stesso fu uno dei primi ad attraversare, assieme ai soldati della Virginia del generale Adam Stephen. Questi formarono una linea di sorveglianza attorno all'area dello sbarco in New Jersey, con l'ordine che nessuno doveva attraversare l'area. La parola d'ordine per passare era "Vittoria o morte". Il resto dell'esercito attraversò senza problemi, anche se alcuni uomini, incluso il colonnello del Delaware John Haslet, caddero in acqua.
Lo spessore del ghiaccio sul fiume impedì all'artiglieria di terminare l'attraversamento prima delle 03:00 del 26 dicembre. Le truppe infine non furono pronte a marciare prima delle 04:00.
Gli altri due attraversamenti andarono meno bene. Il clima e la neve impedirono al generale Ewing anche solo di tentare un attraversamento vicino a Trenton. Il colonnello Cadwalader riuscì a far attraversare una parte significativa dei suoi uomini in New Jersey, tuttavia, quando comprese che non avrebbe avuto l'artiglieria, richiamò indietro i soldati. Quando ricevette notizia della vittoria di Washington, fece riattraversare nuovamente i suoi uomini per ricondurli indietro una volta scoperto che Washington non era rimasto in New Jersey.

## L'attacco e il ritorno in Pennsylvania
La mattina del 26 dicembre, non appena l'esercito fu pronto, Washington ordinò che si dividesse in due colonne, una agli ordini di sé stesso e del generale Greene, la seconda comandata dal generale Sullivan. Gli uomini di Sullivan avrebbero preso il controllo della strada lungo il fiume, dalla Taverna Bear a Trenton, mentre la colonna di Washington avrebbe seguito la Pennington Road, una strada parallela qualche chilometro nell'entroterra rispetto al fiume. Nello scontro che seguì, tre americani morirono e sei furono feriti mentre ventidue assiani rimasero uccisi e novantotto furono feriti. Gli americani catturarono un migliaio di uomini con moschetti, polvere da sparo e artiglieria.

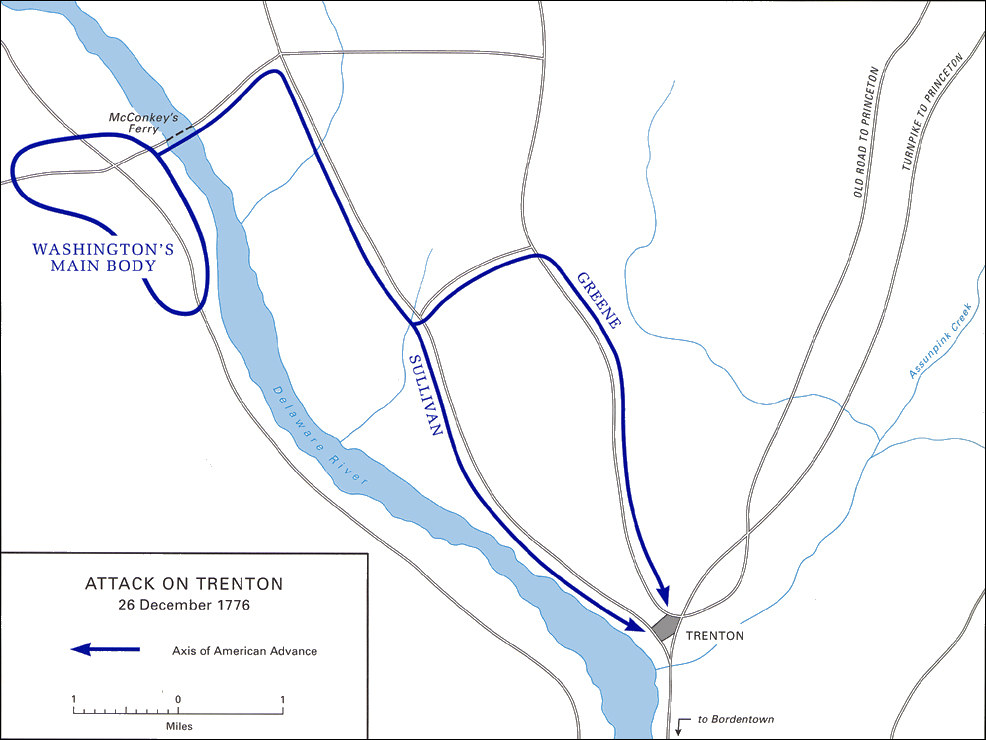
Mappa rappresentante le manovre della battaglia di Trenton

Dopo la battaglia, Washington dovette eseguire un secondo attraversamento, in un certo senso, più difficile del primo. Subito dopo lo scontro, i rifornimenti assiani furono saccheggiati e, contro gli ordini espliciti del generale, invece di distruggere le scorte di rum queste furono aperte e consumate, portando all'ebbrezza alcuni degli uomini, che dovettero essere "tirati" fino all'altra sponda del fiume. Gli americani dovettero poi trasportare i molti prigionieri catturati dall'altra parte del Deleaware, costantemente sorvegliati. Una guardia americana che osservava i prigionieri riferì che gli assiani, con l'acqua ghiacciata che gli arrivava alle ginocchia, erano "così infreddoliti che le loro mascelle tremavano come le foglie di pioppo."
La vittoria segnò il morale delle truppe. I soldati celebrarono la vittoria, il ruolo di Washington come leader era al sicuro e il Congresso ebbe un rinnovato entusiasmo nei confronti della guerra.

## Il terzo attraversamento e le conseguenze
Nel consiglio di guerra del 27 dicembre, Washington comprese che tutte le truppe britanniche e assiane si erano ritirare a Princeton, fatto che Cadwalader aveva scoperto quando la sua compagnia di miliziani attraversò il fiume quella mattina. Nella sua lettera, Cadwalader suggerì di rimuovere completamente la presenza britannica nell'area. Dopo molto dibattimento, il consiglio decise di agire e pianificò un terzo attraversamento per il 29 dicembre. Il 28 nevico, ma il tempo migliorò nella notte alzando le temperature. Poiché la manovra coinvolgeva la maggior parte dell'esercito, furono designati otto luoghi d'attraversamento. In alcuni di essi il ghiaccio era spesso 4–7 cm, in grado di tenere il peso di soldati in marci. In altri luoghi, le condizioni erano così pessime che gli attraversamenti furono sospesi. Il giorno di capodanno però tutti gli uomini e gli equipaggiamenti erano in New Jersey. Ciò fu, in un certo senso, un colpo di fortuna, dato che il periodo di leva del reggimento di John Glover e di diversi altri uomini terminava con la fine dell'anno e molti di essi, incluso Glover, volevano far ritorno a casa, dove un'opportunità di commercio redditizio li attendeva. Solamente una taglia pagata immediatamente dal Congresso a Filadelfia, fece sì che diversi uomini decidessero di restare nell'esercito altri sei mesi.
Washington organizzò una posizione fortificata appena a sud del torrente Assunpink Creek, oltre il torrente stesso rispetto a Trenton. In quella posizione respinse un assalto nella battaglia di Assunpink Creek, a Princeton nel 1777, a cui seguì poi la vittoria decisiva nella battaglia di Princeton, il giorno successivo. Alcuni giorni dopo, l'esercito britannico si ritirò a New Brunswick e l'Esercito continentale entrò a Morristown, dove si rifugiò per l'inverno.